# Лігво: Обитель зла
«Лігво: Обитель зла» — кінофільм режисера Моргана Хемптона, що вийшов на екрани в 2008 році.

## Зміст
Америка пронизана мережею гайвеїв, як організм людини венами та артеріями. Магістралі об'єднують країну в одне ціле й буквально дають їй життя. Та у темних підворіттях, узбіччях і тупиках тисячі американців стали жертвами насильства. Доля деяких зниклих безвісти змушує кров холонути в жилах...

## Ролі
| Актор             | Роль |
| ----------------- | ---- |
| Уейн Кейсі        | -    |
| ЕнніСкотт Роджерс | -    |
| Пол Шіленс        | -    |
| Ліза Уортон       | -    |
| Нейтан Дункан     | -    |
| Вінсент Ледді     | -    |

## Знімальна група
- Режисер — Морган Хемптон
- Сценарист — Морган Хемптон
- Продюсер — Морган Хемптон, Лоуренс Д. Нельсон
- Композитор — Томас Ганмор